# Pycnomoreletia congoensis
Pycnomoreletia congoensis är en svampart som först beskrevs av Torrend, och fick sitt nu gällande namn av Rulamort 1990. Pycnomoreletia congoensis ingår i släktet Pycnomoreletia, divisionen sporsäcksvampar och riket svampar.   Inga underarter finns listade i Catalogue of Life.